# Basket Ravenna Piero Manetti
O Basket Ravenna Piero Manetti, também conhecido como Basket Ravenna ou Orasì Ravenna por razões de patrocinadores, é um clube de basquetebol baseado em Ravena, Itália que atualmente disputa a Série A2.  Manda seus jogos na Pala de Andrè com capacidade para 3.200 espectadores.

## Histórico de Temporadas
| Temporada | Nível | Liga            | Pos. | J     | PL  | Resultado                 |
| --------- | ----- | --------------- | ---- | ----- | --- | ------------------------- |
| 2012-13   | 4     | DNB             | 1    | 26-4  | 6-3 | Promovidocampeão de grupo |
| 2013-14   | 3     | DNA Silver      | 6    | 16-12 | 2-3 | Quartas de finais         |
| 2014-15   | 2     | Serie A2 Silver | 5    | 18-12 |     |                           |
| 2015-16   | 2     | Serie A2        | 9    | 16-14 |     |                           |
| 2016-17   | 2     | Serie A2        | 4    | 19-11 | 6-4 | Semifinais                |
| 2017-18   | 2     | Serie A2        | 9    | 16-14 |     |                           |
| 2018-19   | 2     | Serie A2        | 9    | 13-17 | 0-3 | Quartas de finais         |

fonte:eurobasket.com